# Hans-Joachim Kausch
Hans-Joachim Kausch (* 23. August 1907 in Deutsch-Wilmersdorf bei Berlin als Hans Joachim Oskar Kausch; † 1974) war ein deutscher Journalist.

## Leben und Wirken
In seiner Jugend besuchte Kausch das Heinrich-Kleist-Gymnasium in Berlin. Anschließend studierte er Geschichte und Staatswissenschaften an den Universitäten Berlin, Freiburg, Paris und Breslau. 1929 promovierte er in Breslau zum Dr. phil. Danach durchlief er eine Redaktionsausbildung bei der Allgemeinen Zeitung Chemnitz.
Von 1931 bis 1944 war Kausch Leiter der Berliner Redaktion der Hamburger Nachrichten und der Schlesischen Zeitung. Seit 1932 gehörte Kausch außerdem – zusammen mit Georg Dertinger, Kurt Waas und Hans Falk, dem Pressedienst Dienst Nationaler Tageszeitungen (Dienatag) an. Dessen Geschäftsführung übernahm er am 31. Juli 1940 und hatte sie bis zur Auflösung der Dienatag 1944 inne.
Während des Zweiten Weltkriegs unternahm Kausch zahlreiche Reisen zu Kriegsschauplätzen, über die er Berichte für das Reichsministerium für Volksaufklärung und Propaganda anfertigte. In der Forschung wurde besonders ein Bericht Kauschs vom Sommer 1943 über einen zweiwöchigen Besuch im Reichskommissariat Ukraine wahrgenommen.
Von November 1946 bis Februar 1950 war Kausch Chef der Zentralredaktion des Deutschen Pressedienstes (dpd) in Hamburg. Anschließend leitete er das Berliner Büro der Wochenzeitung Die Welt.
Seit 1935 war Kausch in zweiter Ehe mit Dorothea Trost verheiratet, mit der er drei Söhne und eine Tochter hatte.

## Schriften
- Die Pläne des Fürsten Hohenlohe zur deutschen Frage in den Jahren 1866-68, 1930. (Dissertation)